# Ньювенхоф, Калем
Калем Ньювенхоф (англ. Calem Nieuwenhof; 17 февраля 2001, Рэндуик, Новый Южный Уэльс) — австралийский футболист, полузащитник клуба «Уэстерн Сидней Уондерерс».

## Клубная карьера
Ньювенхоф начал профессиональную карьеру в клубе «Сидней». В 2017 году для получения игровой практики он начал выступать за дублирующую команду. 19 ноября 2020 года в поединке Лиги чемпионов АФК против китайского «Шанхай СИПГ» Калем дебютировал за основной состав. 2 января 2021 года в матче против «Веллингтон Феникс» он дебютировал в А-Лиге. В этом же поединке Калем забил свой первый гол за «Сидней».